# Loaded Weapon 1
National Lampoon's Loaded Weapon 1 (no Brasil, Máquina Quase Mortífera  —  pt Arma Infrutífera 1)  é um filme americano de comédia do ano de 1993 por Gene Quintano. A obra é uma paródia de diversos filmes, como Máquina Mortífera, Instinto Selvagem, Duro de Matar, Dirty Harry, Rambo, O Silêncio dos Inocentes, Quanto Mais Idiota Melhor, 48 Horas e a série de televisão CHiPs.

## Sinopse
Em Los Angeles, Billie York (Whoopi Goldberg) é assassinada pelo Sr. Jigsaw (Tim Curry), porque ela possui um microfilme com a receita para transformar a cocaína em biscoitos para meninas escoteiras e ela não vai entregá-lo para os que a procuram. Seu ex-parceiro Wes Luger (Samuel L. Jackson), leva o caso na tentativa de vingar a morte dela. Como parte dos termos para deixar Luger tomando o caso, o psicótico queimados agente de narcóticos, Jack Colt (Emilio Estevez), é designado para o caso com a Luger.

## Paródias
- Máquina Mortífera
- Instinto Selvagem
- Duro de Matar
- Rambo
- O Silêncio dos Inocentes
- 48 Horas
- Quanto mais idiota melhor (Wayne's World)

## Elenco
- Emilio Estevez - Jack Colt
- Samuel L. Jackson - Wes Luger Luger
- Jon Lovitz -  Rick Becker
- Tim Curry - Sr. Jigsaw
- Kathy Ireland - Miss Destiny Demeanor
- Frank McRae - Capitão Doyle
- William Shatner - General Curtis Mortars
- Denis Leary - Mike McCracken
- F. Murray Abraham - Dr. Harold Leacher
- Whoopi Goldberg (Não creditada) - Billy York
- James Doohan - Scotty
- Erik Estrada - Oficial Francis Poncherello
- Larry Wilcox - Oficial Jon Baker
- Corey Feldman - Jovem policial
- Paul Gleason - Agente FBI
- Phil Hartman - Oficial Davis
- Richard Moll - Atendente da Prisão
- J. T. Walsh - Desk Clerk
- Bruce Willis (Não creditado) - John McClane
- Denise Richards - Cindy
- Allyce Beasley - Spinach Destiny
- Dr. Joyce Brothers - Examinador
- Christopher Lambert (Não creditado) - Homem com o telefone do carro
- Charlie Sheen - O manobrista